# Station radar de Pionerski
La station radar de Pionerski est une station radar d'alerte précoce située près de Pionerski, dans l’oblast de Kaliningrad, en Russie. C'est un élément clé du système d'alerte précoce russe contre les attaques de missiles, il est géré par les Forces de défense aérospatiales russes.
La station est située sur l'ancienne base aérienne de Dounaïevka, à 10 kilomètres au sud-ouest du village de Pionerski et à 27 kilomètres au nord-ouest de Kaliningrad.
Le radar est modulaire et peut être ainsi mis en mode test avant d’être complètement terminé. Il a été annoncé en novembre 2011 que le radar était opérationnel mais sans réseau complet. Auparavant, Oleg Ostapenko, commandant des forces spatiales russes, aurait déclaré en janvier 2011 que le site avait commencé à fonctionner pendant sa construction, et Vladimir Popovkine, alors premier vice-ministre de la Défense, aurait déclaré en février 2011 qu'il ne serait pas complet avant 2016,. Il est entièrement opérationnel depuis 2014.
Le radar coûterait 4,43 milliards de roubles.

## Radar Voronezh
Les radars Voronezh sont des radars hautement préfabriqués nécessitant moins de personnel et utilisant moins d’énergie que les générations précédentes. Celui en construction à Pionerski est un Voronej-DM,,un radar UHF avec une portée de 6 000 km.